# Divisão

Ilustração de 20 maçãs dividas igualmente em 4 grupos, totalizando 5 maças em cada grupo.

Divisão é a operação matemática inversa da multiplicação. O ato de dividir por algum elemento de um conjunto só faz sentido quando a multiplicação por aquele elemento for uma função bijetora.
No anel dos números inteiros a hipótese da bijetividade não é satisfeita para o zero, assim, não se define divisão por zero.

## Propriedades importantes
As propriedades da divisão são herdadas, via inversão, da multiplicação. Não existe, entretanto, a propriedade de fechamento no conjunto dos números reais, uma vez que a divisão por zero não produz como resultado um número real.

### Nos números inteiros
Os números inteiros não formam um  corpo, portanto a divisão (como foi definido) só faz sentido quando o número que vai ser dividido (dividendo) é um múltiplo inteiro do número pelo qual se vai dividir (divisor). Para tratar dos casos em que o dividendo não é um múltiplo do divisor é necessário definir quociente e resto.
Se a e b são dois números inteiros positivos (com {\displaystyle b\geq a}), o quociente da divisão de a por b é o maior número inteiro q tal que {\displaystyle bq\leq a}. O resto da divisão de a por b com quociente q é o número inteiro r tal que {\displaystyle r=a-bq.}
A noção de resto no anel dos números inteiros está intimamente conectada com a noção de congruência.

### Nosnúmeros racionais,reaise em outroscorpos
Por se tratarem de corpos, a divisão nesse caso fica reduzida a multiplicação pelo inverso.
Por um exemplo, para dividirmos um número racional {\displaystyle q_{1}={\frac {a}{b}}} por {\displaystyle q_{2}={\frac {c}{d}}} (com as hipóteses de que a,b,c e d sejam inteiros e que b,c e d sejam diferentes de zero) devemos prosseguir da seguinte forma
{\displaystyle {\frac {q_{1}}{q_{2}}}=q_{1}\ q_{2}^{-1}={\frac {a}{b}}\ {\frac {d}{c}}={\frac {ad}{bc}}}
Em {\displaystyle \mathbb {Z} _{13}} (grupo multiplicativo dos inteiros módulo 13), que também é um corpo, a divisão de 7 por 5 se daria da seguinte forma:
{\displaystyle {\frac {7}{5}}=7.5^{-1}=7.8=4}

### Divisão de polinômios
Pode-se definir a operação de divisão para polinômios. Então, como no caso dos inteiros, tem-se um resto. Veja divisão polinomial.

### Em estruturas mais gerais
A divisão é possível em estruturas que não são dotadas dos axiomas de corpo. Em analogia ao caso dos números inteiros, tenta-se encontrar um quociente e um resto. Isso nem sempre pode ser feito com o auxílio da relação de ordem, pois a mesma nem sempre está presente. Quando pode-se definir uma função conveniente, trabalhamos com domínios euclidianos.

## Representação
Sejam a e b elementos do conjunto dos números inteiros, e b diferente de zero. Podemos representar uma divisão da seguinte forma:
- Como uma fração: {\displaystyle {\frac {a}{b}},} (utilizando uma barra horizontal entre os dois números);
- Através de uma barra inclinada: {\displaystyle {}^{a}\!{/}\!{}_{b}}. (É utilizado para fazer operações em computadores);
- Com a simbologia usual da divisão, utilizando dois pontos e uma barra horizontal entre eles: {\displaystyle a\div b};
- Utilizando dois pontos entre os dois números na horizontal:  {\displaystyle a:b};
- Usando a notação do inverso multiplicativo: {\displaystyle ab^{-1}}.

Divisão de números consecutivos
Seja o número impar  {\textstyle a>1}  e o seu consecutivo {\textstyle a+1} .
Seja a divisão  {\displaystyle a/(a+1)=s}. Esta divisão  apresenta as duas peculiaridade a seguir :
a - O quociente {\displaystyle s} é menor do que {\displaystyle 1} e tende para {\displaystyle 1} com o aumento de {\displaystyle a}, então {\displaystyle \lim _{a\to \infty }\rightarrow s=1}
b - Na imensa maioria das proposições o quociente {\displaystyle s}  apresenta infinitos algarismos após a virgula decimal.
Seja a divisão {\displaystyle (a+1)/a=s'}. Esta divisão apresenta as duas peculiaridade a seguir:
a - O quociente {\displaystyle s'} é maior do que {\displaystyle 1} e tende para {\displaystyle 1} com o aumento de {\displaystyle a}, então {\displaystyle \lim _{a\to \infty }\rightarrow s'=1}
b - Na imensa maioria das proposições o quociente {\displaystyle s'} apresenta infinitos algarismos após a virgula decimal.
Entretanto
Em nenhuma das  proposições  para {\displaystyle s,s'}  ocorre com estes números consecutivos, de o quociente apresentar em ambas proposições os dois quocientes com números  finitos de algarismos após a virgula decimal.      

### Divisão entre números consecutivos
Na divisão entre dois números consecutivos temos dois casos a considerar:
Caso 1 - Caso em que o número maior tem paridade par
Caso 2 - Caso em que o número maior tem paridade impar

#### Caso 1
sejam dois números consecutivos {\displaystyle A,B}  com  {\displaystyle A>B}   e de paridade par.
A divisão {\displaystyle A/B=1+1/B}  , e a outra divisão {\displaystyle B/A=1-1/A}   .
Na imensa maioria dos casos cada uma dessas expressões tem como resultados números com infinitos algarismos após o ponto decimal.
Em absolutamente todos os casos ao menos uma das duas expressões acima apresenta infinitos algarismos após o ponto decimal.
No sistema decimal a decomposição única do número {\displaystyle 10}  é dada por {\displaystyle 10=2.5} , então a fração {\displaystyle 1/B} só não será uma dizima infinita quando {\displaystyle B=5^{n}} pois  {\displaystyle B} é um número de paridade impar.
A fração {\displaystyle 1/A} só não será uma dizima infinita quando  {\displaystyle A=2^{m}.10^{n}} .
A expressão {\displaystyle 5^{n}} termina sempre com o número {\displaystyle 25}  exceto para {\displaystyle n=1}.
Para termos dois números consecutivos nas condições acima o número {\displaystyle A} tem que terminar com o número {\displaystyle 26} exceto para o primeiro caso onde {\displaystyle A=6} , e o número {\displaystyle A} , terá que ser da forma {\displaystyle 2^{m}} onde a expressão {\displaystyle 1/A} não será uma dizima infinita.
Como os números da forma {\displaystyle 2^{m}} com algarismo {\displaystyle 6} na na última posição são sempre terminados em {\displaystyle 16,56,96,36,76} jamais teremos o par consecutivo com os dois últimos algarismos sendo {\displaystyle 25,26} e com a propriedade de serem da forma  {\displaystyle 5^{n},2^{m}}.

#### Caso 2
Sejam dois números consecutivos {\displaystyle B,A} com {\displaystyle B>A} e de paridade impar.
A divisão {\displaystyle B/A=1+1/A}  e a outra divisão {\displaystyle A/B=1-1/B}
Na imensa maioria dos casos, cada uma destas duas expressões tem como resultado números com infinitos algarismos após o ponto decimal.
Em absolutamente todos os casos ao menos uma destas duas expressões apresenta como resultado números com infinitos algarismos após o ponto decimal.
No sistema decimal a decomposição única do número {\displaystyle 10} é {\displaystyle 10=2.5}, então a fração {\displaystyle 1/A} só não uma dizima infinita quando {\displaystyle A=2^{m}} .
A fração {\displaystyle 1/B} só não será uma dizima infinita quando {\displaystyle B=5^{n}} .
A expressão {\displaystyle 5^{n}} termina sempre no número {\displaystyle 25} exceto para {\displaystyle n=1} .
Para termos dois números consecutivos nas condições acima o número {\displaystyle A} tem que terminar em {\displaystyle 24} , exceto para o primeiro caso onde {\displaystyle A=4} , e número {\displaystyle A} terá que ser da forma {\displaystyle 2^{m}} , onde a expressão {\displaystyle 1/A} não será uma dizima infinita.
O valor de {\displaystyle A} só termina em {\displaystyle 24} ,   para  {\displaystyle m=10,30,50,70,90,110...} e para nenhum destes casos o número sucessivo terminado em {\displaystyle 25} é da forma {\displaystyle 5^{n}}, impedindo que tenhamos números consecutivos terminados em {\displaystyle 24,25} que sejam da forma  {\displaystyle 2^{m},5^{n}} .
Estas divisões são aplicadas nas soluções para o Último Teorema de Fermat  e  para a Conjectura de Beal a partir das equações do Terno Pitagórico obtidas por Geometria , pois qualquer raiz de um número racional com dizima infinita não terá como resposta um número inteiro.
Todas as outras fórmulas para a determinação do Terno Pitagórico inclusive as Fórmulas de Euclides não se aplicam, porque são fórmulas incompletas.